# Anse Royale
Anse Royale é um distrito de Seicheles localizado na região sul da ilha de Mahé com uma área de 7.160 km², em 2019 a população desse distrito foi estimada em 4,665 habitantes com uma densidade de 662.2/km², segundo o censo de 2010 em Anse Royale havia 2,065  homens e 2,103 mulheres.